# Aeropuerto de Lihue
El Aeropuerto de Lihue (en inglés, Lihue Airport) (IATA: LIH, OACI: PHLI) es un aeropuerto que sirve a Lihue, Hawái, Estados Unidos. Es ubicado aproximadamente 1,5 millas (2 km) al este del CDP.
El aeropuerto ofrece vuelos a las otras islas de Hawái y a los Estados Unidos continentales. La aerolínea canadiense WestJet provee los únicos vuelos internacionales de Lihue, a Vancouver.

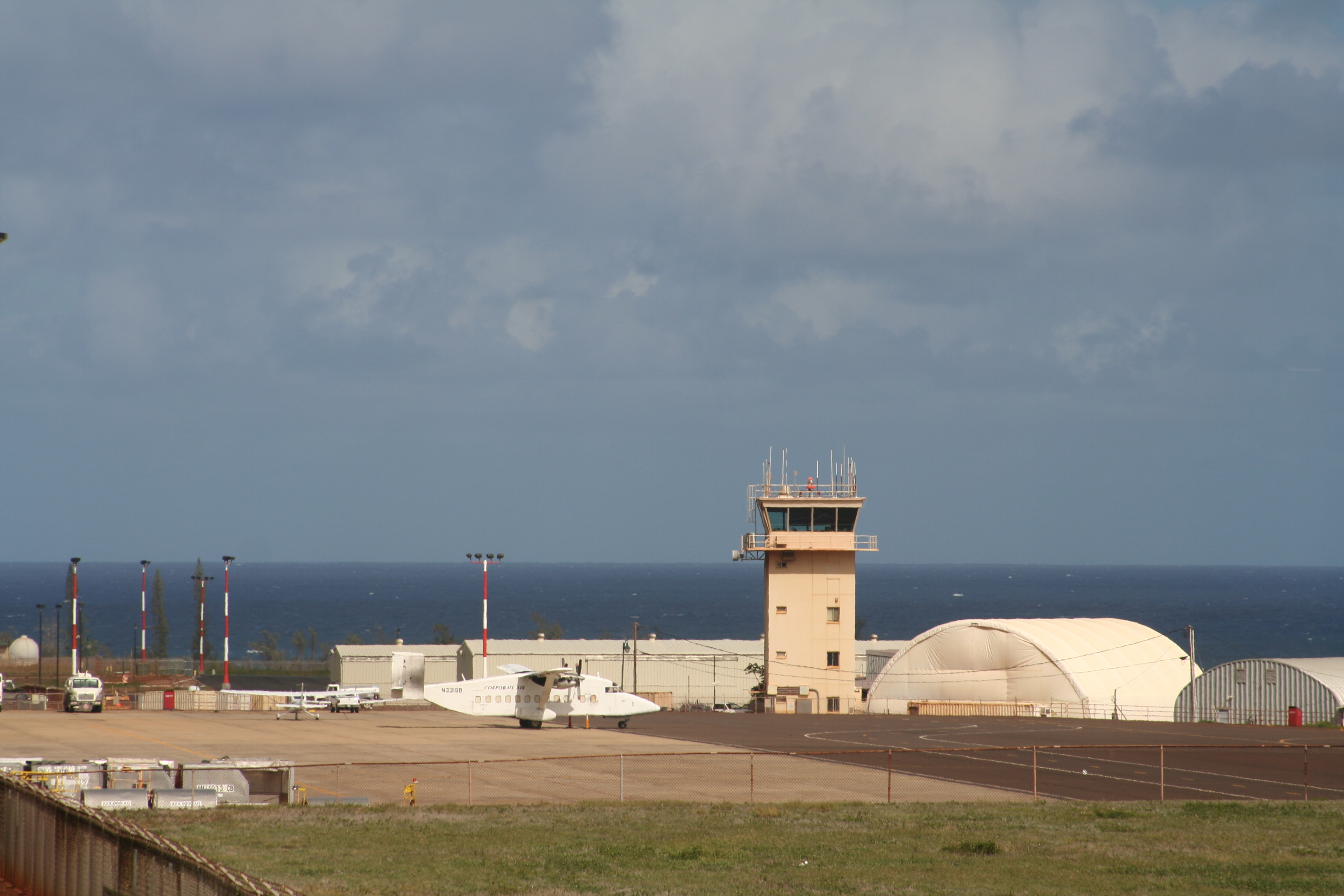
La torre de control del aeropuerto.

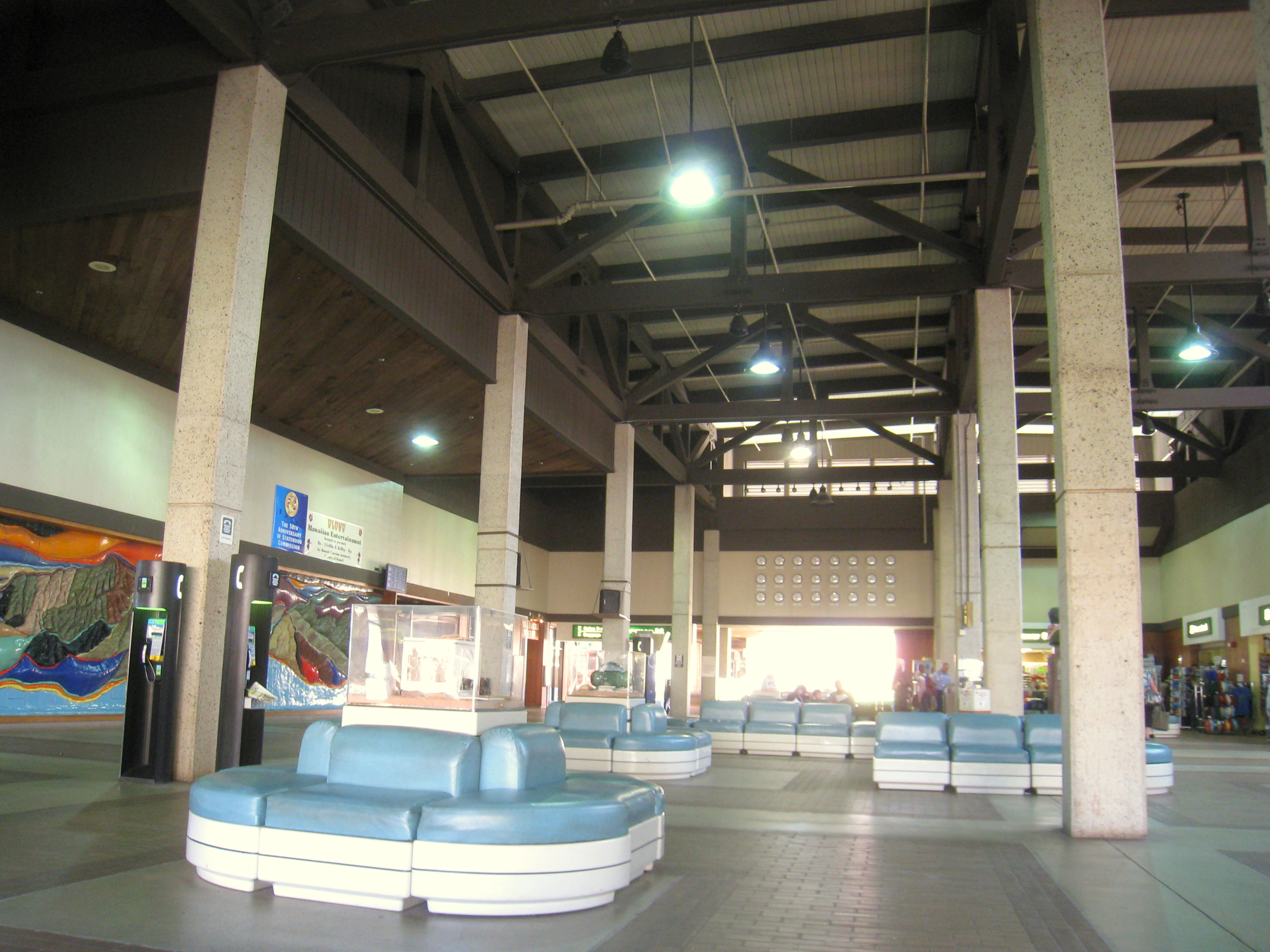
El interior de la terminal.

## Historia

### 1944–1979
El aeropuerto original de Kauai, el aeropuerto de Puerto Allen, no podía acomodar aviones grandes. Por esto, en 1944 la Administración de la Aeronáutica Civil decidió construir otro aeropuerto más grande para la isla. Determinó que un área entre el pueblo de Lihue y la costa era la mejor ubicación para el aeropuerto.
La tierra para el aeropuerto fue adquirida en 1948. La pavimentación de la pista, las calles de rodaje y las zonas de aparcamiento costó $678 854. El aeropuerto fue abierto el 1 de septiembre de 1949, pero la terminal de pasajeros no fue abierta hasta enero de 1950.
Poco después de la apertura de la terminal, el tráfico de pasajeros al aeropuerto empezó a aumentar muy rápidamente. Por esto, la terminal fue ampliada a un costo de $110 122. Además, la pista fue alargada para poder recibir los nuevos aviones Convair 340 de Hawaiian Airlines.

### 1980–presente
En 1980 un plan para modernizar el aeropuerto fue desarrollado, incluyendo la construcción de otra pista y una nueva terminal de pasajeros. En abril de 1984 la segunda pista 17/35 fue abierta a un costo de 13,3 millones de dólares. Una sistema de aterrizaje instrumental fue instalada para la pista. En febrero de 1987 la nueva terminal de pasajeros fue abierta. Costó 36 millones de dólares e incluyó un vestíbulo central y 8 pasarelas de acceso a aeronaves.
En noviembre de 1982 el huracán Iwa azotó la isla. La pista del aeropuerto fue despejada inmediatamente para permitir la llegada de aviones de emergencia. Las operaciones de pasajeros fueron suspendidas por un mes.
En agosto de 1984 United Airlines comenzó vuelos entre Lihue y Los Ángeles usando aviones Douglas DC-8. Fueron los primeros vuelos directos entre Lihue y los Estados Unidos continentales.
En marzo de 1991 nuevas instalaciones para helicópteros, una nueva terminal de carga y una terminal commuter fueron inauguradas.
En septiembre de 1992 el huracán Iniki causó mucho daño al aeropuerto. El techo de la terminal de carga y los hangares para la aviación general fueron destruidos. Los vuelos de emergencia empezaron a llegar al siguiente día.

## Instalaciones
El aeropuerto ocupa 915 acres (3 702 874 m²) de tierra a 153 pies (47 m) sobre el nivel del mar. Tiene dos pistas, 03/21 y 17/35, con dimensiones de 6500 x 150 pies (1981 x 46 m). También tiene tres helipuertos de hormigón con dimensiones de 40 x 40 pies (12 x 12 m).
La terminal commuter y la terminal principal de pasajeros ocupan 4800 pies cuadrados y más de 200 000 pies cuadrados, respectivamente.

## Aerolíneas y destinos

### Pasajeros

Un Boeing 717 de Hawaiian Airlines en la puerta.

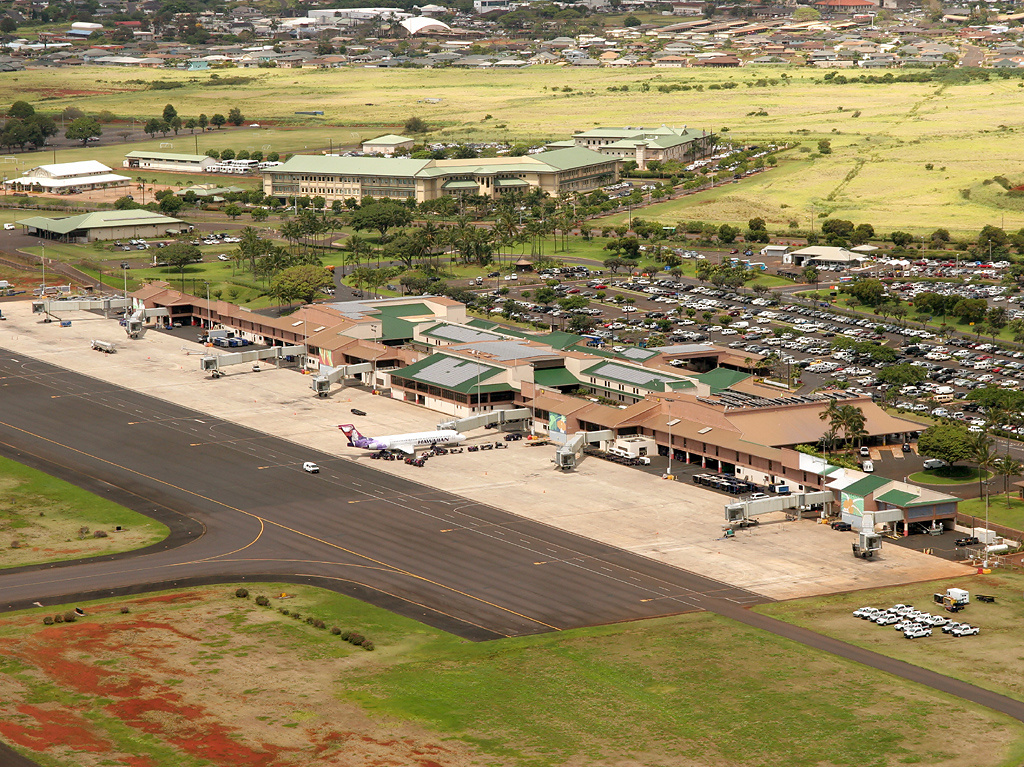
Vista aérea del aeropuerto.

| Aerolíneas         | Destinos                                                                          |
| ------------------ | --------------------------------------------------------------------------------- |
| Alaska Airlines    | San Diego, San Francisco, San José (CA), Seattle/Tacoma Estacional: Portland (OR) |
| American Airlines  | Los Ángeles, Phoenix–Sky Harbor                                                   |
| Delta Air Lines    | Los Ángeles, Seattle/Tacoma                                                       |
| Hawaiian Airlines  | Honolulu, Kahului, Kailua–Kona, Los Ángeles, Oakland, Sacramento                  |
| Southwest Airlines | Honolulu, Kahului, Las Vegas, Oakland Estacional: Los Ángeles                     |
| United Airlines    | Denver, Los Ángeles, San Francisco                                                |
| WestJet            | Estacional: Vancouver                                                             |

### Destinos internacionales
Se ofrece servicio a 1 destino internacional (estacional), a cargo de 1 aerolínea.
| Ciudades                                     | Nombre del aeropuerto                 | Aerolíneas           |              |              |
| Norteamérica                                 | Norteamérica                          | Norteamérica         | Norteamérica | Norteamérica |
| -------------------------------------------- | ------------------------------------- | -------------------- | ------------ | ------------ |
| Canadá (1 destino [estacional], 1 aerolínea) |                                       |                      |              |              |
| Vancouver                                    | Aeropuerto Internacional de Vancouver | WestJet (Estacional) |              |              |
| Total: 1 destino, 1 país, 1 aerolínea        |                                       |                      |              |              |

## Estadísticas
Ver fuente y consulta Wikidata.